# Václav Petrouš
Václav Petrouš (* 23. září 1948) je bývalý český fotbalista, obránce.

## Fotbalová kariéra
V československé lize hrál za Bohemians Praha. Nastoupil ve 2 ligových utkáních. Gól nedal. Po odchodu z Bohemians hrál od října 1978 za ČSAD Benešov

## Ligová bilance
| Ročník                                   | Zápasy | Góly | Klub            |
| ---------------------------------------- | ------ | ---- | --------------- |
| 1. československá fotbalová liga 1977/78 | 2      | 0    | Bohemians Praha |
| CELKEM                                   | 2      | 0    |                 |